# John Bylsma
John Christopher Bylsma (Bundaberg, 1 de fevereiro de 1946) é um ex-ciclista australiano que conquistou uma medalha de prata nos Jogos da Commonwealth de 1996, competindo nos 4000 m perseguição individual. Participou nos Jogos Olímpicos de Verão de 1968 e de 1972, terminando em quarto lugar na mesma modalidade, em ambas as edições.